# The Inner Light (Lied)
The Inner Light (englisch für: Das innere Licht) ist ein Lied der britischen Band The Beatles aus dem Jahr 1968. Es erschien als B-Seite der Single Lady Madonna. Geschrieben wurde das Lied von George Harrison.

## Hintergrund
Joan Mascaró i Fornés, ein spanischer Sanskrit-Professor an der Universität Cambridge, teilte George Harrison in einem Brief vom 16. November 1967 seine Wertschätzung des Songs Within You Without You mit: “[…] it is a moving song and may it move the souls of millions” („Es ist ein bewegendes Lied und es möge die Seelen von Millionen bewegen“). Diesem Brief legte er ein Buch bei, das er herausgegeben hatte, und empfahl Harrison, daraus einige Worte aus dem Tao Te Ching zu vertonen.

## Text
So wurden die Worte “Without going out of my door I can know all things on earth. Without looking out of my window I can know the ways of heaven. The farther one travels the less one knows.” („Ohne aus meiner Tür hinauszutreten, kann ich alle Dinge auf Erden wissen. Ohne aus meinem Fenster zu sehen, kann ich die Wege des Himmels kennen. Je weiter man reist, desto weniger weiß man.“) zum Text eines Pop-Songs. Einen ähnlichen Gedanken hatte George Harrison bereits 1967 in It’s All Too Much geäußert: “The more I learn the less I know.” („Je mehr ich lerne, desto weniger weiß ich.“) Der Gedanke des „inneren Lichts“ erscheint bei George Harrison zwei Jahre später noch einmal in Ballad of Sir Frankie Crisp (Let It Roll): “Eyes that shining full of inner light” („Augen, die voll von innerem Licht scheinen“). The Inner Light ist der erste Song Harrisons, der ohne Reim auskommt.

## Komposition
Das Lied steht im 4⁄4-Takt, ist in F-Dur notiert und dauert 2:35 Minuten. Die Melodie wurde als mixolydisch bezeichnet. Paul McCartney mochte die Melodie: “Listen to the melody. Don’t you think it’s a beautiful melody? It’s really lovely.” („Hört auf die Melodie. Glaubt ihr nicht, es ist eine schöne Melodie? Sie ist wirklich wundervoll.“)

## Besetzung
Besetzungsliste:
- George Harrison: Lead-Gesang
- John Lennon: Harmonie-Gesang
- Paul McCartney: Harmonie-Gesang
- Sharad Gosh oder Hanuman Jadev: Shanai
- Hariprasad Chaurasia oder S. R. Kenkare: Flöte
- Ashish Khan: Sarod
- Mahapurush Misra: Tabla, Pakhawaj
- Rij Ram Desad: Harmonium[10][11]

## Aufnahme
Die erste Aufnahme fand statt am Freitag, den 12. Januar 1968 in den EMI-Studios in Bombay; Produzent war George Harrison. Weitere Aufnahmen geschahen am 6. und 8. Februar 1968, in den Abbey Road Studios 1 und 2 in London; Produzent war George Martin.

## Veröffentlichung
The Inner Light erschien als B-Seite von Lady Madonna in Großbritannien (Parlophone R 5675) am Freitag, 15. März 1968. Die Daten für Deutschland (Odeon O 23 733) schwanken von Dienstag, 27. Februar über „March 1968“ bis „Mitte März 1968“. Somit wurde zum ersten Mal eine Harrison-Komposition auf einer Beatles-Single (in Großbritannien) veröffentlicht. Auf dem Album Rarities erschien das Stück im September 1978, auf dem Album Past Masters • Volume Two im März 1988.
Am 19. September 2014 wurde die CD Wonderwall Music von George Harrison, erneut remastert, wiederveröffentlicht. Einer der drei Bonustitel ist The Inner Light (Alternate Take Instrumental).
Am 9. November 2018 erschien die 50-jährige-Jubiläumsausgabe des Albums The Beatles (Super Deluxe Box); auf ihr befindet sich eine bisher unveröffentlichte Version (Take 6 – Instrumental backing track) von The Inner Light.

## Chartplatzierungen
The Inner Light erreichte mit Lady Madonna als A-Seite als höchste Position in Deutschland am 23. März 1968 Platz 2, in Österreich Platz 1, in der Schweiz Platz 1, in Großbritannien Platz 1, und in den USA Platz 4.

## Kritiken
Der Song erhielt durchweg positive Kritiken:

The Inner Light proved to be the best – and last – of George’s attempts to incorporate Indian music into the context of the Beatles

„The Inner Light erwies sich als bester – und letzter – von Georges Versuchen, indische Musik in den Kontext der Beatles zu integrieren.“

„Die einstudierte Naivität und die exotische Frische […] verleihen ‚The Inner Light’ sowohl Geist als auch Charme – und machen es so zu einem der attraktivsten Stücke Harrisons.“

“… it is the extraordinary synthesis of separate musical and lyrical traditions (in this case, Indian instrumentation, Chinese philosophy, and Western popular music) that distinguishes the song.”

„Es ist die außergewöhnliche Synthese von verschiedenen musikalischen und textlichen Traditionen (in diesem Fall indische Instrumentierung, chinesische Philosophie und westliche Pop-Musik), die den Song auszeichnen.‘“

„Auffällig auf The Inner Light ist der Wechsel zwischen den flotten Instrumental-Teilen und den gemächlich wirkenden Gesangsstrophen […]“

## Coverversionen
Eine instrumentale Version mit dem Titel Inner Light veröffentlichten bereits 1968 The Soulful Strings. Beim Concert for George 2002 wurde The Inner Light von Jeff Lynne und Anoushka Shankar aufgeführt.